# Duvall Hecht
Duvall Young Hecht (Los Angeles, Kalifornia, 1930. április 23. – Costa Mesa, Kalifornia, 2022. február 10.) olimpiai bajnok amerikai evezős.

## Pályafutása
Az 1956-os melbourne-i olimpián kormányos nélküli kettesben aranyérmes lett James Fiferrel.
A Stanford Egyetemen szerzett újságírói diplomát, és az Egyesült Államok tengerészgyalogságánál szolgált. A mesterdiploma megszerzése után angolt tanított a kaliforniai athertoni Menlo College-ban. Itt alapította első evezősklubját, ahol vezetőedzőként dolgozott, amíg Dél-Kaliforniába nem költözött.
1965-ben alapította az evezős csapatot a Kaliforniai Egyetemen (UCI), Irvine-ben. Később az UCLA evezőscsapatának edzője volt, majd az 1990-es években visszatért Irvine-be. 2008 őszén ismét visszatért az UCI férfi egyetemi evezős programjának vezetőedzőjeként.
1975-ben alapította a Books on Tape, Inc.-t. A szolgáltatás ötlete akkor támadt, amikor Los Angeles belvárosában lévő banki állása és Newport Beach-i háza között ingázott egy-egy órát. 2001-ben eladta a céget a Random House-nak, majd kamionsofőrként dolgozott.

## Sikerei, díjai
- Olimpiai játékok – kormányos nélküli kettes
  - aranyérmes: 1956, Melbourne